# Mellet v. Ireland
Mellet v. Ireland (lett. dall'inglese Mellet contro Irlanda) è stato un caso al vaglio della Convenzione Internazionale sui Diritti Civili e Politici, conclusosi con una constatazione espressa dal Comitato per i Diritti Umani delle Nazioni Unite che rilevò come la legge irlandese sull'aborto abbia violato i diritti umani nel non consentire l'aborto nei casi di anomalie del feto fatali e nell'aver così costretto Amanda Mellet a viaggiare nel Regno Unito per poter abortire. Il governo irlandese in seguito ha offerto a Mellet 30.000€ a titolo di risarcimento e le ha fornito assistenza.

## Contesto

### Amanda Mellet
Amanda Mellet rimase incinta nel 2011. Nel novembre dello stesso anno, alla 21ª settimana di gestazione, da un controllo effettuato presso il Rotunda Hospital emerse come il feto fosse affetto dalla sindrome di Edwards in una condizione clinica fatale. Il personale medico dell'ospedale avvertì Mellet che non poteva ricorrere all'aborto perché il suo caso non era contemplato dalla legge irlandese, e che perciò avrebbe dovuto recarsi all'estero. Grazie anche a una pianificazione clinica per la famiglia, Mellet e suo marito si recarono al Liverpool Women's Hospital per abortire. La coppia dovette rientrare dodici ore dopo l'operazione perché non poteva permettersi dal punto di vista economico di rimanere più a lungo. La procedura costò 2.000€, poiché non erano previste assistenza dallo Stato o assicurazioni private sulla salute per le donne che si recavano all'estero per abortire. Il Rotunda Hospital non forniva assistenza per il lutto dei genitori costretti ad abortire a causa di anomalie del feto fatali, ma solo per le donne che non ricorressero all'aborto. L'ospedale inoltre non prevedette alcuna opzione per i resti del feto, che la coppia dovette lasciare a Liverpool, ma le ceneri furono inaspettatamente spedite tre settimane dopo da un corriere.
Nel febbraio 2012, Mellet e suo marito parlarono del loro caso al The Irish Times con gli pseudonimi di "Rachel e Tim". Dopo il caso, Mellet ha preso parte alla campagna Termination for Medical Reasons.
L'organizzazione Center for Reproductive Rights registrò la protesta per conto di Mellet. Fu la prima volta che un corpo internazionale dichiarasse come il criminalizzare l'aborto nei casi di anomalie fatali del feto fosse una violazione dei diritti umani equiparabile alla tortura, definendolo un trattamento (o punizione) disumano e degradante.

### L'aborto in Irlanda
In Irlanda l'aborto era illegale in quasi tutti i casi fino al 2018. Dal 1983 la costituzione irlandese prevedeva a seguito dell'ottavo emendamento il diritto di protezione per i non nati. Nel 2013 la legge per la protezione della vita durante la gravidanza aveva introdotto il ricorso all'aborto solo nei casi di pericolo di vita per la madre. Nel giugno 2017 l'Assemblea dei Cittadini raccomandò di indire un referendum: in occasione del referendum costituzionale del 2018, l'abolizione del divieto ricevette il 66,4% dei voti.